# Giovanni Odazzi
Giovanni Odazzi oder Odasi (* 25. März 1663 in Rom; † 6. Juni 1731 ebenda) war ein italienischer Maler und Grafiker des Rokoko in Rom.

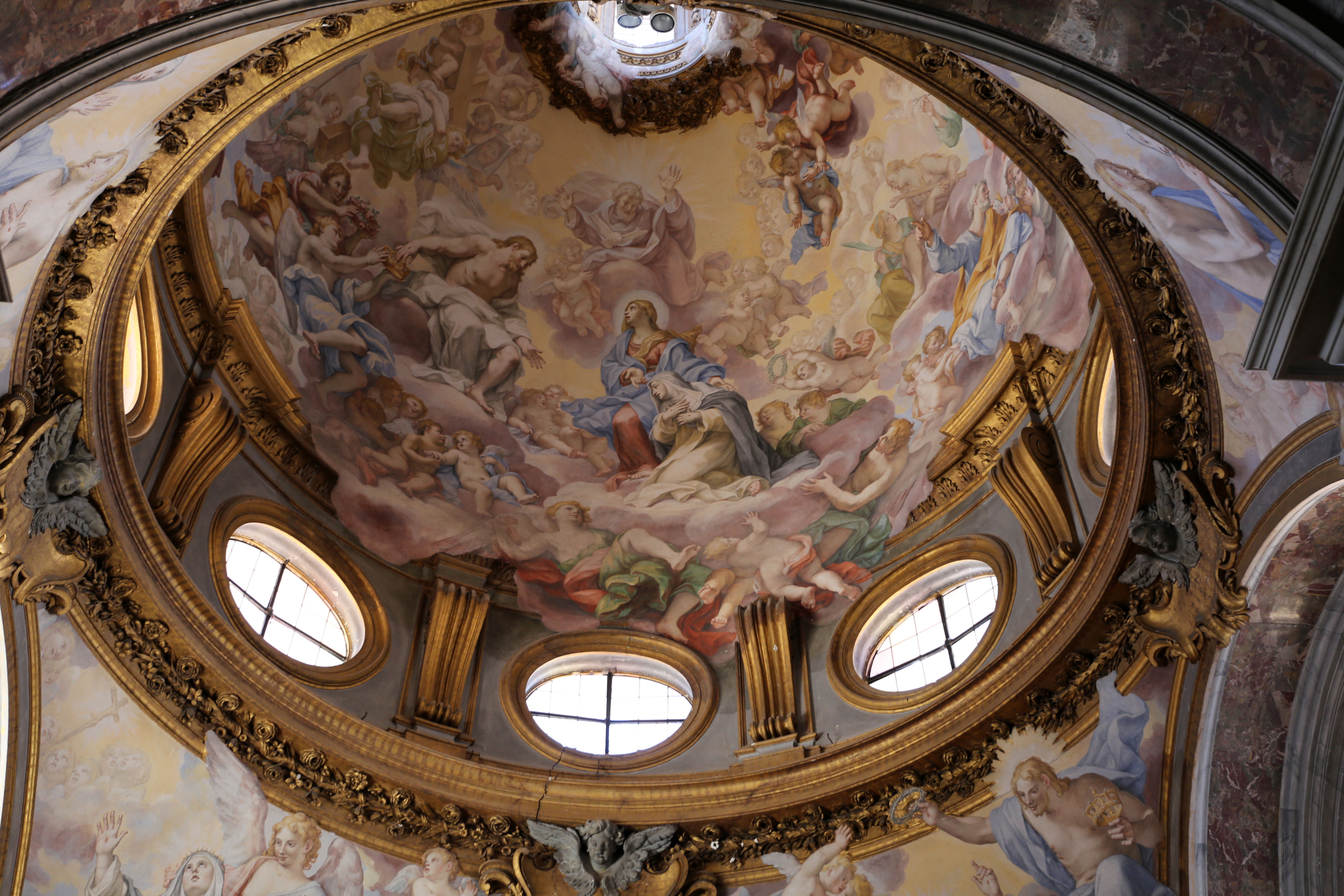
Deckenfresko in Santa Sabina

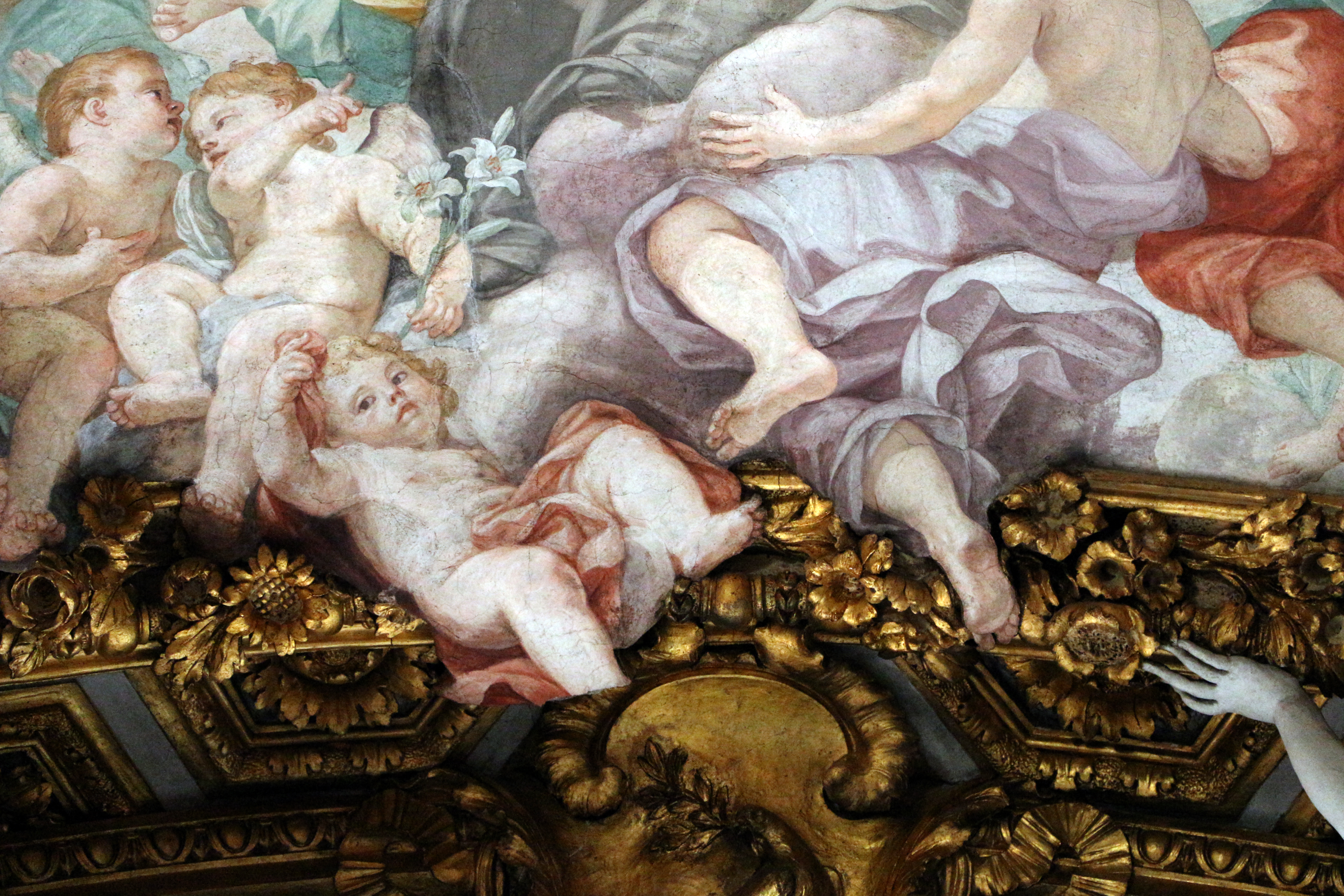
Detail aus der Gloria des Hl. Stanislaus Kostka in Sant’Andrea al Quirinale

## Leben
Odazzi war Schüler von Ciro Ferri und Cornelis Blomaert, arbeitet dann unter Giovanni Battista Gaulli (Bacciccio). Schließlich ging er zu Carlo Maratta, unter dem Odazzi seine Kunst weiter entwickelte. Am 2. März wurde er Mitglied der Congregazione dei Virtuosi al Pantheon und am 10. Januar 1706 Mitglied der Accademia di San Luca in Rom. Die am Stil seines Lehrers Bacciccio angelehnten Fresken in Santa Maria in Aracoeli gelten als seine frühesten Arbeiten. 1710 erhielt er von Kardinal Giovanni Maria Gabrielli den Auftrag, 2 Tafelbilder für  San Bernardo alle Terme zu malen. Das ein Jahr früher entstandene Deckenfresko mit dem Engelssturz in  SS. Apostoli ist mit seinen in die bestehenden Architekturelemente integrierten Figuren ein beeindruckendes Beispiel für den Illusionismus, dessen wichtigster Vertreter Andrea Pozzo war. Unter dem Pontifikat von Papst Clemens XI. arbeitete Odazzi von 1614 bis 1616 an der Dekoration von San Clemente und 1618 in der San Giovanni in Laterano. Stilistisch übernahmen Odazzi gemeinsam mit Giuseppe Bartolomeo Chiari nach dem Tod von Carlo Maratta (1713) eine Führungsrolle im römischen Rokoko, das der italienischen Kunst des 18. Jahrhunderts wichtige Impulse gab. Seine Brüder Antonio (um 1663–1731), Nicola (1673–1750) und Pietro Odazzi (1659–1727) waren ebenfalls Maler in Rom.

## Werk (Auswahl)

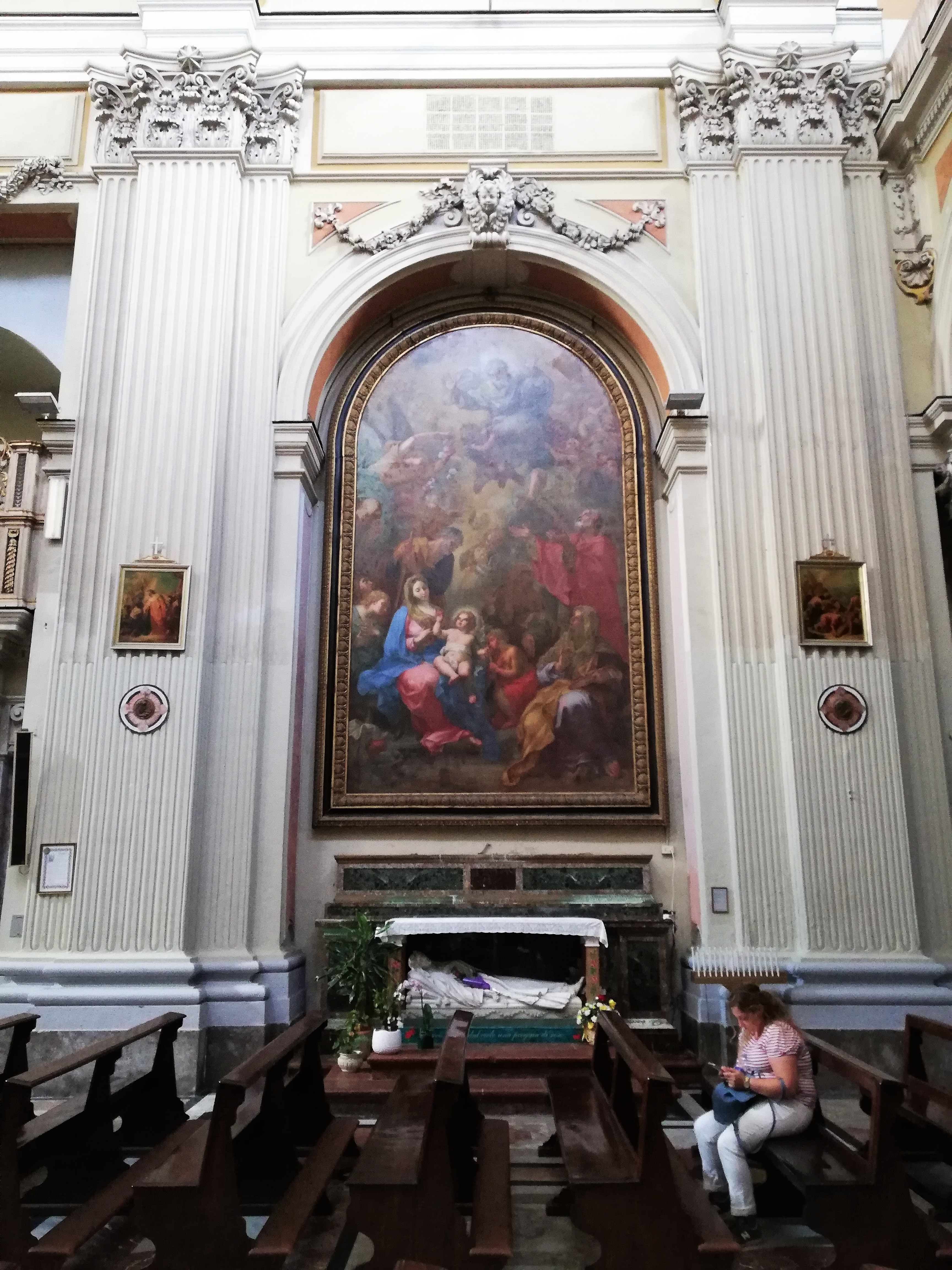
Die Heilige Familie in Santa Teresa alla Kalsa

- Santa Maria in Aracoeli: „Anbetung der Könige“ und „Flucht nach Ägypten“
- Santo Stefano del Cacco: „Der Heilige Nikolaus mit Christus und Maria“ (1695)
- Santa Maria degli Angeli: Tafelbild „Maria erscheint dem Heiligen Bruno“ (um 1700)
- SS. Apostoli: Deckenfresko Engelsturz (1709)
- San Bernardo alle Terme: „Vision des Heiligen Bernhard“ (1710)
- San Giovanni in Laterano: „Prophet Hosea“ (1718) und „Josefs Traum“
- Kathedrale San Bruno (Velletri): Kuppelfresken
- Santa Maria della Scala: Deckenfresko „Josefs Traum“
- San Clemente: Fresko „Überführung des Körpers des Heiligen Klemens“ (1714–1716)
- Santa Maria in Via Lata: „Mysterium der Heiligen Katherina“ (1716) Josefs Traum
- Santa Sabina: Kuppelfresko im linken Seitenschiff
- Sant’Andrea al Quirinale: Fresko „Glorie des Heiligen Stanislaus Kostka“
- Santa Teresa alla Kalsa (Palermo): Tafelbild „Heilige Familie“ (1720)
- Kunsthandel (Dorotheum Wien) Auktion vom 21. April 2010, Lot 40: „Der heilige Felix von Cantalice vor der Madonna mit dem Christusknaben“ (um 1720)
- Kunsthandel (Sotheby’s New York) Auktion 25.–27. Januar 2008, Lot 307: „Domine Quo Vadis?“